# NGC 6204
NGC 6204 ist ein galaktischer offener Sternhaufen im Sternbild Altar. Er liegt am Himmel nur etwa 6 Bogenminuten von dem weiteren offenen Sternhaufen Hogg 22 entfernt, von dem er sich durch ein höheres Alter und eine geringere Entfernung unterscheidet. Jüngere Untersuchungen verorten den Haufen mit der Trumpler-Klassifikation I2p aufgrund von Isochronen-Fits in einer Entfernung von rund 3500 Lichtjahren.
Der Sternhaufen wurde am 13. Mai 1826 von James Dunlop entdeckt, der bei der Beobachtung mit einem 9-Zoll-Spiegelteleskop notierte: „seven or eight small stars in a group, about 1′ diameter, with a minute line of stars on the north side“.